# Lorenzo Julio Parodi
Lorenzo Julio Parodi (* 13. November 1890 in Tres Arroyos, Provinz Buenos Aires; † 25. August 1969 in La Plata) war ein argentinischer Wirbeltier-Paläontologe.

## Leben
Parodis Vater Lorenzo (1857–1932) emigrierte 1874 von Genua nach Argentinien. Er wurde Mitarbeiter am Museo Nacional de Historia Natural de Buenos Aires (heute Museo Argentino de Ciencias Naturales Bernardino Rivadavia). 1914 war er als Paläontologe und Archäobiologe an Ausgrabungen in Punta Hermengo bei Miramar beteiligt, wo die fossilen Überreste des Miramar-Menschen (El hombre fósil de Miramar) gefunden wurden. Lorenzo Julio Parodi war bereits in den 1910er Jahren ein erfahrener Sammler. Zwischen 1905 und 1912 trug er archäologischem Material in der Region zwischen Mar del Plata und Tres Arroyos zusammen. Im Januar 1915 widmete er sich im Auftrag des Archäologen Luis María Torres (1878–1937) der Ausbeutung der Lagerstätte Túmulo de la Malacara. Von 1915 bis 1918 sammelte er im Auftrag von Carlos Ameghino (1865–1936) archäologisches und paläontologisches Material zwischen Mar del Plata und Necochea für das Nationalmuseum. 1925 erhielt er eine Festanstellung als Assistent am Nationalmuseum. Zwischen 1924 und 1930 unternahm er im Auftrag des Museums zahlreiche Sammelexkursionen, darunter 1924 zwei Reisen an die Atlantikküste im Partido Monte Hermoso bei Tres Arroyos, im Februar und März 1925 Erkundungen im Partido Tres Arroyos, im September 1925 eine Reise nach Mayor Buratovich an der Südküste der Provinz Buenos Aires, im Februar 1926 geologische und paläontologische Studien des östlichen Teils der Sierras del Azul in der Provinz Buenos Aires, im September 1926 Exkursionen zu den Schluchten des Río Paraná zwischen San Pedro und der Estación Sánchez, im April 1927 eine Exkursion in das südliche Gebiet von Villa Mercedes (Provinz San Luis) in Zusammenarbeit mit Héctor Greslebin und Joaquín Frenguelli, im Mai 1928 eine geologische Untersuchung der Meeresküste zwischen Mar del Plata und Bahía Blanca sowie im Dezember 1929 geologische und paläontologische Beobachtungen am Río Salado in der Nähe der Estación Gorch. Im September 1929 heiratete Parodi Julio Frida Scheinin. Aus dieser Ehe gingen die beiden Töchter Graciela Concepción (* 1931) und Amelia Frida (* 1934) hervor. Zu Beginn der 1930er Jahre arbeitete Parodi einige Zeit am Zoo Buenos Aires. 1936 wurde er von Direktor Ángel Cabrera Latorre als Präparator in der damaligen paläontologischen Abteilung des La-Plata-Museums angestellt. 1949 wurde er als Nachfolger von Antonio Castro zum Chefpräparator der Abteilung für Wirbeltierpaläontologie befördert, eine Position, die er bis zu seinem Tod innehatte. 
Während seiner Zeit in La Plata beschränkten sich Parodis wissenschaftliche Veröffentlichungen auf sieben Schriften aus den Jahren 1940 bis 1952, letztere in Zusammenarbeit mit seinem Bruder Rodolfo Parodi Bustos (1903–2004) mit dem Titel Apuntes para la geología de la costa atlántica de la provincia de Buenos Aires, con descripción de la formación de Malacara, die in den Anales de la Sociedad Científica Argentina erschien. Diese Arbeit ist eine Zusammenfassung der Reisen, die er aus eigener Initiative und später als Abgesandter des Nationalmuseums an die Atlantikküste unternahm, eine davon speziell im Jahr 1929.
Im Januar 1953 beteiligte sich Parodi an bioarchäologischen Grabungsarbeiten, die von den Mitarbeitern des Museums Tres Arroyos in der Laguna La Larga, im Partido González Chaves, durchgeführt wurden.
Parodis letzte Exkursion nach Patagonien fand im November 1956 in der Provinz Chubut statt. Er reiste in Begleitung von Rosendo Pascual (1925–2012), später kamen die Paläontologen Pedro Bondesio (1920–2004) und Rodolfo Magin Casamiquela (1932–2008) hinzu. Sie besuchten mehrere paläontologische Fundorte, wobei die Sammlungen in Mallín del Gato in der Estancia de Escoin Rico im Departamento Languiñeo sowie in Cerro Guacho und Laguna de la Bombilla im Departamento Paso de Indios von besonderem Interesse waren.
Im Juli 1957 begaben sich Parodi und Pascual erneut auf eine paläontologische Expedition, diesmal zu verschiedenen Fundorten in der Provinz Buenos Aires. Bei dieser Gelegenheit besuchten sie die pliozänen Aufschlüsse an den Ufern des Río Quequén Salado und seines Nebenflusses Indio Rico, den Oberlauf des Sauce Grande im Departamento Coronel Pringles und den Bach Las Mostazas im Partido Coronel Dorrego. Im Quequén Salado und Indio Rico trugen sie gut erhaltene Fossilien aus den paläontologischen Fundorten Cascada Grande, Paso del Médano und Paso del Indio Rico, an der Straße zur Ranch Cifuentes, zusammen.
In Zusammenarbeit mit Lucas Kraglievich beschrieb Parodi die fossilen Säugetiere Theosodon pozzi Kraglievich & Parodi, 1931 (Macraucheniidae) und Neocavia depressidens Parodi & Kraglievich, 1948 (Nagetiere). Zudem beschrieb er das Taxon Promacrauchenia kraglievichi Parodi, 1931.
Parodi starb im August 1969. Im selben Jahr wurde ihm zu Ehren eine Bronzetafel mit seinem Namen in der Abteilung für Wirbeltierpaläontologie das La-Plata-Museums enthüllt.

## Dedikationsnamen
Lucas Kraglievich benannte 1945 das fossile Nagetier Eumysops parodii nach Parodi.